# Bistum Memphis

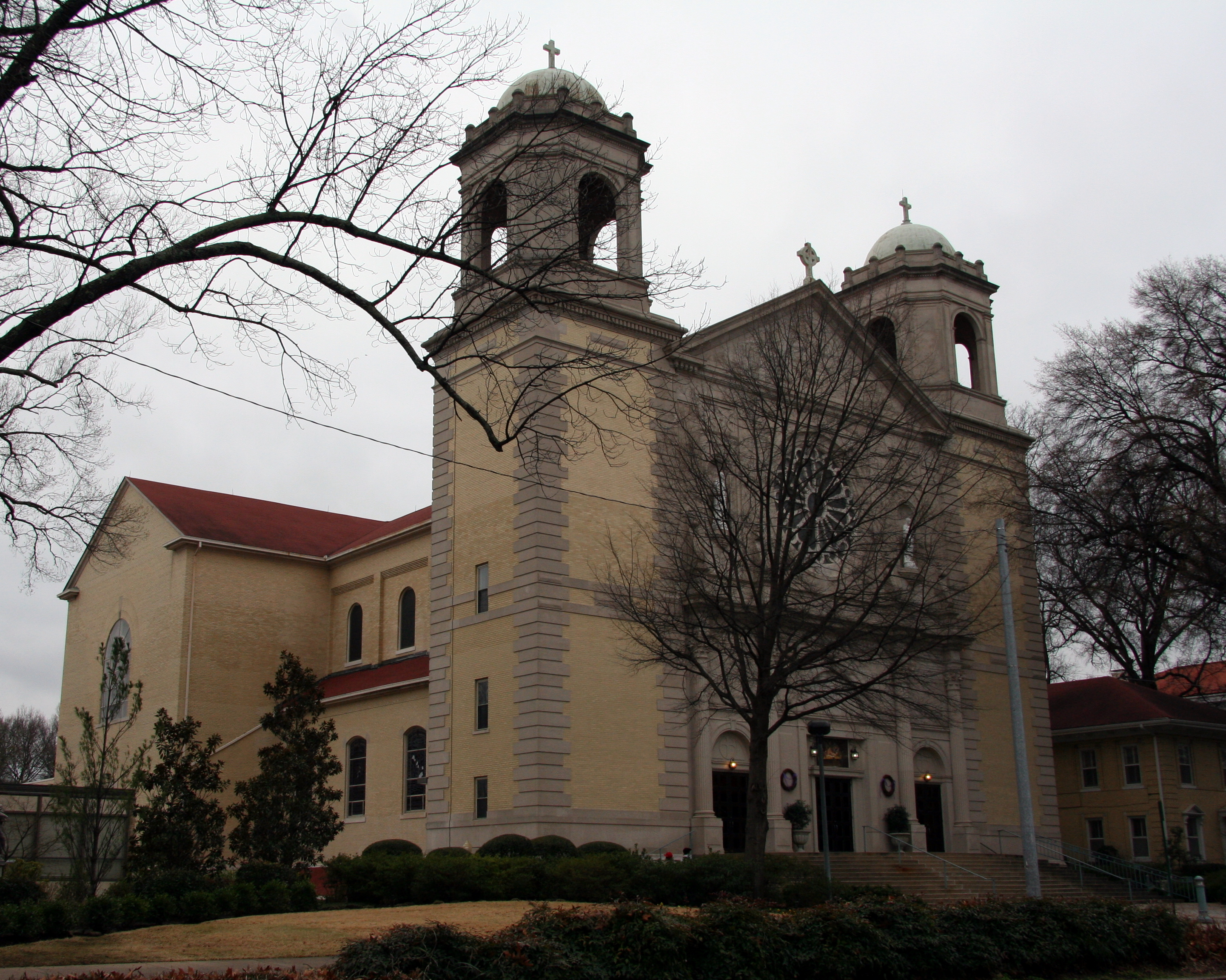
Kathedrale: Immaculate Conception

Das Bistum Memphis (lateinisch Dioecesis Memphitana in Tennesia, englisch Diocese of Memphis) ist eine in Tennessee in den Vereinigten Staaten gelegene römisch-katholische Diözese mit Sitz in Memphis.

## Geschichte
Papst Paul VI. gründete es am 20. Juni 1970 aus Gebietsabtretungen des Bistums Nashville und unterstellte es dem Erzbistum Louisville als Suffragandiözese.

## Territorium
Das Bistum Memphis umfasst die Countys Benton, Carroll, Chester, Crockett, Decatur, Dyer, Fayette, Gibson, Hardeman, Hardin, Haywood, Henderson, Henry, Lake, Lauderdale, Madison, McNairy, Obion, Shelby, Tipton und Weakley des Bundesstaates Tennessee.

## Bischöfe von Memphis
- Carroll Thomas Dozier (12. November 1970–27. Juli 1982)
- James Francis Stafford (17. November 1982–3. Juni 1986, dann Erzbischof von Denver)
- Daniel Mark Buechlein OSB (20. Januar 1987–14. Juli 1992, dann Erzbischof von Indianapolis)
- James Terry Steib SVD (24. März 1993–23. August 2016)
- Martin David Holley (23. August 2016–24. Oktober 2018, Amtsenthebung)[1]
- David P. Talley (seit 5. März 2019)